# Ranevîci, Drohobîci
Ranevîci (în ucraineană Раневичі) este o comună în raionul Drohobîci, regiunea Liov, Ucraina, formată numai din satul de reședință.

## Demografie
Componența lingvistică a comunei Ranevîci
     Ucraineană (99,82%)
     Alte limbi (0,18%)
Conform recensământului din 2001, majoritatea populației comunei Ranevîci era vorbitoare de ucraineană (99,82%), existând în minoritate și vorbitori de alte limbi.